# Holidays Unwrapped
Holidays Unwrapped es un álbum navideño de 2013 lanzado el 15 de octubre de 2013.

## Composición y lanzamiento
El álbum cuenta con artistas musicales asociados o popularizado por Disney Channel como Debby Ryan, Ross Lynch, Bella Thorne, Zendaya y Coco Jones cantando sus propias versiones de canciones navideñas. Algunas canciones se grabaron antes de la producción de este disco, mientras que otros se grabaron específicamente para éste. El 15 de octubre de 2013, el álbum fue lanzado.

## Listado de canciones
| N.º | Título                                  | Artista(s)                | Duración |  |
| 1.  | «Christmas Wrapping»                    | Bella Thorne              | 2:35     |  |
| 2.  | «Shake Santa Shake»                     | Zendaya                   | 2:12     |  |
| 3.  | «Favorite Time of Year»                 | Debby Ryan                | 2:06     |  |
| 4.  | «I Love Christmas»                      | Laura Marano y Ross Lynch | 3:04     |  |
| 5.  | «Snowflakes»                            | Olivia Holt               | 2:56     |  |
| 6.  | «Let It Snow, Let It Snow, Let It Snow» | Dove Cameron              | 1:54     |  |
| 7.  | «Lights All Over The World»             | Coco Jones                | 3:21     |  |
| 8.  | «Christmas is Coming»                   | R5                        | 3:41     |  |
| 9.  | «It’s Finally Christmas»                | Sabrina Carpenter         | 2:50     |  |
| 10. | «All I Want For Christmas Is You»       | Caroline Sunshine         | 3:03     |  |

## Historial del lanzamiento
| país           | Fecha                  | Formatos             | Discográfica         |
| -------------- | ---------------------- | -------------------- | -------------------- |
| Estados Unidos | 15 de octubre de 2013  | CD, Descarga digital | Walt Disney Records  |
| Canadá         | 1 de noviembre de 2013 | CD, Descarga digital | Family Channel Music |